# Unregistered Trade Mark
Unregistered Trade Mark (auch Unregistered Trade-Mark bzw. Unregistered Trademark) ist im Markenrecht des angloamerikanischen Rechtskreises sowie von Staaten, die sich diesem Recht angeschlossen haben, der Fachbegriff für eine unregistrierte Warenmarke.
Warenmarken, die in einem (zumindest nationalen) Markenverzeichnis dieses Rechtskreises noch nicht amtlich registriert sind, können vorläufig mit dem Trademark-Zeichen ™ gekennzeichnet werden, was ihnen bereits einen erhöhten Rechtsstatus bestätigt. Dabei wird dieses hinter dem Namen angefügt. In Deutschland und Österreich bringt das Trademark-Zeichen keinerlei Vorteile. Nach erfolgter Registrierung dürfen Warenmarken mit dem Registriert-Zeichen „®“ gekennzeichnet werden, das auch zur Kennzeichnung amtlich registrierter Dienstleistungsmarken verwendet wird.